# Attaques du 18 avril 2020 au Nigeria
 (avril 2020).
 (juin 2025).
Les attaques du 18 avril 2020 au Nigeria sont des attaques survenues le 18 avril 2020 dans cinq villages de l'État de Katsina, dans le nord du  Nigeria ayant provoqué la mort de 47 personnes. Le gang responsable de l'attaque est spécialisé dans le vol de bétail et les enlèvements contre rançon.

## Contexte
Ces attaques interviennent alors que plusieurs régions du pays sont soumises à des restrictions à cause de la pandémie de Covid-19. 
Le gang responsable de l'attaque avait envahi le nord du Nigeria le 17 avril 2020 mais s'était heurté à une forte résistance de la part des habitants qui avaient réussi à les repousser.

## Déroulement
Le 18 avril 2020, vers 2 h 30 du matin, le gang arrive avec environ 150 motos dans 5 villages du nord du Nigeria pendant que tout le monde dort. Ils incendient les maisons et tirent sur les habitants. Des policiers ont été déployés dans la région pour interpeller les membres du gang.

## Bilan
47 personnes sont mortes lors de ces attaques (14 à Kurechin Atai, 4 à Kurechin Giye, 6 à Kurechin Dutse, 19 à Makauwachi et 4 à Daule).

## Réaction
Le président nigérian Muhammadu Buhari a condamné une « nouvelle attaque de bandits » et s'est engagé à réagir de manière « décisive » indiquant qu'il ne tolérerait plus « de massacres d'une telle ampleur par des bandits contre des innocents ».